# Acetylcholinesterase
Acetylcholinesterase hay AChE được mã hóa bởi gen HGNC ACHE; EC 3.1.1.7) là cholinesterase chính trong cơ thể. Đây là một enzyme xúc tác sự phân hủy của acetylcholine và một số este choline khác có chức năng là làm chất dẫn truyền thần kinh. AChE được tìm thấy chủ yếu ở các mối nối thần kinh cơ và trong các synap thần kinh hóa học của loại cholinergic. Hoạt động của enzyme này nhằm chấm dứt việc truyền tin qua synap tại các vị trí trên. AChE thuộc họ enzyme carboxylesterase. Một số các hợp chất chứa phosphor hữu cơ như các chất độc thần kinh và thuốc trừ sâu gây ức chế enzyme này, từ đó tạo nên độc tính.

## Chức năng sinh học
Trong quá trình dẫn truyền thần kinh, acetylcholine được giải phóng từ tế bào thần kinh ở thùy trước synap vào khe synap và sau đó liên kết với các thụ thể ACh trên màng sau synap, từ đó giúp chuyển tín hiệu trên sợi thần kinh. AChE, cũng nằm trên màng sau synap, chấm dứt sự truyền tín hiệu bằng các thủy phân ACh. Các choline giải phóng được đưa trở về một lần nữa bởi các tế bào thần kinh trước synap và kết hợp với acetyl-CoA để tạo thành Ach thông qua các hoạt động của enzyme choline acetyltransferase.
Một loại thuốc bắt chước hành động của choline phá vỡ quá trình này bằng cách vẫn tác động như một chất dẫn truyền choline bình thường nhưng acetylcholinesterase không thể phân giải được nó.

## Phân bố
AChE được tìm thấy trong nhiều loại mô dẫn: thần kinh và cơ, mô trung ương và ngoại vi, sợi vận động và các sợi cảm giác, và các sợi choline và không choline. Hoạt động của AChE cao hơn ở các tế bào thần kinh vận động hơn là trong các tế bào thần kinh cảm giác.
Acetylcholinesterase cũng được tìm thấy trên màng tế bào hồng cầu, nơi các dạng khác nhau tạo nên các kháng nguyên nhóm máu loại Yt. Acetylcholinesterase tồn tại dưới nhiều dạng phân tử, chúng có đặc tính xúc tác tương tự nhau, nhưng khác nhau về tổ hợp lắp ráp oligomer và phương thức gắn kết với bề mặt tế bào.